# Triacastela
Triacastela és un municipi de la província de Lugo a Galícia. Pertany a la comarca de Sarria i per ell hi passa el Camí francès de Sant Jaume.
El seu nom prové del llatí tria castella, que significa "tres castros".

## Geografia
Es troba en una zona muntanyosa de l'est de Galícia, entre els montes da Albela, Pena da Hedra i la serra de l'Oribio. El pic de l'Oribio, amb 1.447 metres, i l'Alto do Pico, amb 1.202 metres, són les muntanyes més altes del municipi. El principal riu és el Sarria.
Limita al nord amb Láncara i Becerreá, a l'oest i sud amb Samos i a l'est amb As Nogais i Pedrafita do Cebreiro.

## Llocs d'interès
- Cova d'Eirós

## Parròquies
- A Balsa (San Breixo)
- Cancelo (San Cristovo)
- Lamas do Biduedo (Santo Isidro)
- O Monte (Santa María)
- Santalla de Alfoz (Santalla)
- Toldaos (San Salvador)
- Triacastela (Santiago)
- Vilavella (Santa María)